# Словенска племена у Македонији
Словенска племена у областима Македоније су словенска племена која су током раног средњег века била настањена у областима Македоније. У историјским изворима поименично се помиње неколико јужнословенских племена, настањених на тим просторима, као што су: Брсјаци, Драгувити, Ринхини, Сагудати, Смољани и Струмљани. Насељавање Словена на ширем простору Македоније започело је већ током 6. века, а настављено је и током 7. века, када је дошло до потпуног слома византијске власти, која је у областима Македоније била сведена на Солун. Поменута словенска племена су на тим просторима створила своје прве државе, односно архонтије, које се у византијским изворима помињу и као склавиније. У раздобљу од 8. до 10. века, поменута словенска племена су била суочена са сталним настојањима Византије да обнови своју власт на тим просторима, према којима је почевши од 9. века своје претензије почео да исказује и Бугарски каганат. Током Византијско-бугарских ратова, словенска племена на ширем простору Македоније су пристајала уз једну или другу страну, према тренутним приликама, а под непосредну византијску власт су коначно потпала почетком 11. века, у време цара Василија II. У међувремену, довршено је и покрштавање поменутих словенских племена, која су напустила своју стару веру, примивши хришћанство.
Према сведочењу византијског цара Константина VII Порфирогенита, који је средином 10. века саставио чувени историографски спис под насловом De administrando imperio, на ширем простору Македоније се већ у време цара Ираклија (610-641) појављују и Срби, који су се настанили у области око града Сервије.

## Стварање племенских држава
Прве словенске архонтије у областима Македоније створене су недуго наон досељавања на те просторе, током 6. и 7. века. Један од првих по имену познатих словенских вођа био је старешина Драговића, кога грчки извори помињу као Хацон (Χάτζων), што је вероватно хеленизована варијанта словенског имена Хотимир. Он се у грчким изворима помиње са титулом егзарха (έξαρχος Σκλαβίνων, "егзарх словенски"), а у латинским са титулом краља (Rex Hacon или Rex Hatson). Ромејски извор под називом "Чуда Светог Димитрија" сведочи о томе да су словенска племена кренули у велики заједнички напад на један од главних ромејских центара - Солун. То нам указује да је повод за овај заједнички поход највероватније био заштита од грчког утицаја и војних упада.
- Драговићи, (грч. Драгувити) су несумњиво били водеће словенско племе у областима Македоније. Две одвојене гране овог племена помињу се у историјским изворима - једна северозападно од Солуна, на простору од Скопља до Верије[7]; и друга у околини реке Марице и града Филипопоља (данас Пловдив у Бугарској)[8]. Према "Чудима Светог Димитрија", њима су владали краљеви, који су често Ромејима плаћали данак и са њима били у савезу.[9]
- Брсјаци, (грч. Берзити) су били српско племе које је, попут Драговића, било подељено у две различите гране. Једна, већа грана, насељавала је подручје данашње северне Албаније, северно од реке Шкумбе. Друга, мања грана, помиње се у "Чудима Светог Димитрија" под називом "Велегезити" на простору Тесалије, тачније, на северној обали Пагасетског залива, код Деметријаса и Тебе Тесалијске.[10] До 677. године активно су трговали са ромејским градом Солуном.[11]
- Ринхини, су били племе аваро-словенског порекла. Њихово име потиче од локалне реке, вероватно на простору између Вардара и Струме.[12] Познати су били по рударству и металургији, и били су веома моћно и утицајно племе.[13]
- Сагудати, су били подељени у две гране: једна је настањивала простор од Верије до Солуна, а друга слив реке Брегалнице. Познати су били по пљачкању ромејских лука у Тесалији.[14]
- Смољани, су насељавали подручје у околини реке Месте, као и већи део Пиринске Македоније и Родопских планина.
- Струмљани (грч. Стримонити), су били племе које је насељавало обале реке Струме, као и мање делове Пиринске Македоније. Били су најпознатији по врхунској бродоградњи и поморству. Чинили су основу Хотимирове флоте. У својим гусарским пљачкама стизали су чак и до Мраморног мора,[15] а верује се и да су се њихови бродови нашли на арапској страни током арапске пљачке Цариграда 904. године.[16]

## Прва опсада Солуна (615) и њене последице
Према "Чудима Светог Димитрија", Хотимир је одмах по уједињењу српских племена кренуо у напад на Солун. Од истог извора сазнајемо да су се Словени успешно улогорили испред самих зидина града, и да су чак отпочели велики напад путем мора, у коме је кључну улогу одиграло племе Струмљана, познато по поморству. Међутим, овај напад је пропао у великој бури, која је приписана Светом Димитрију, заштитнику града Солуна. Након овога, опсада града је напуштена, и Хотимир је ушао у град са циљем да преговара о миру. Међутим, мајке Солуњана погинулих у боју су покренуле нереде на улицама, и градска руља успела је да се дочепа Хотимира, кога су, упркос покушајима владара града да га заштите, Солуњани мучки убили.
Након овог пораза, словенско племе Вајонити, које је највероватније било настањено у западним областима Македоније, преселило се у Епир, Име Вајонити највероватније је хеленизована верзија српске речи војници, Дошавши у Епир, Вајонити су се настанили на простору од реке Шкумбе на северу, до Амбракијског залива на југу, где оснивају своју сопствену кнежевину са главним центром у граду Белиграду (данас Берат у Албанији). На латинском језику, име Белиград преводи се као Албанополис (Alba - бео, polis - град). Ова област носила је име Вајонитија или Вагенетија све до 1270. године, када пада под власт напуљских Анжујаца, који ову област по први пут у историји називају - Албанија, управо по њеном главном граду Белиграду. Мешовити словенско-грчки живаљ Албаније утопио се у шиптарски национални корпус тек са доласком Османлија. Верује се да река Војуша у Албанији носи име по Вајонитима, будући да им је оригинално име управо - војници.
Вајонити у Епиру успели су да своју независност очувају до 9. века. Позната су нам два вајонитска кнеза на основу печата који су пронађени: спатар Теодор из касног 7. и раног 8. века, и протоспатар Иларион из 9. века. У периоду опадања јужнословенских држава на Балкану, у 9. веку, вајонитска кнежевина пада под ромејску власт. Дуго су очували стару словенску веру. Главна занимања у новој домовини су им била пољопривреда и сточарство.

## Друга опсада Солуна (617)
Хотимирова војска, изреволтирана чињеницом да им је владар срамотно убијен током покушаја преговора, жудила је за осветом. Словени су послали своје делегате аварском кагану, тражећи од њега војну помоћ у освајњу Солуна и обећавајући му велики плен. Аварски каган је прихватио ову понуду, и до поновног напада на Солун дошло је свега 2 године касније, 617. године нове ере.
Напад је био неочекиван. Аварске трупе прво су заробиле сваког који се нашао изван зидина града. Каган је, заједно са највећим делом своје војске, стигао неколико дана касније. Каган је са собом довео катапулте, овнове, опсадне куле и остале опсадне справе. Ромејски цар Ираклије је био изненађен аварским нападом, а због рата са Персијом на истоку није могао да пошаље помоћ, изузев пар бродова са храном и осталим намирницама. Једина нада за Солун била је, бројчано значајно мања, локална војска.
Међутим, због неискуства Авара у руковању опсадним справама опсада није успела. Опсадна кула се срушила на саме Аваре. Опсада је трајала 33 дана и завршена је преговорима између кагана и управника Солуна. Авари су се повукли када им је плаћен данак. Словени су остали без војне помоћи, и заробљене Солуњане продали су Ромејима, након чега су се повукли.

## Сукоби са Бугарима и Ромејима
Велики ромејски хроничари дају опис ове државе и помињу је у својим хроникама. Ромејски хроничар Теофан Исповедник детаљно описује ромејске припреме за поход против Бугарске и словенских архонтија. Словенске племенске државе је била изложена константним нападима, како од Ромеја, тако и од Бугара. Ђорђе Монах говори о многим злочинима које су бугарски кан Пресијан и његова војска починили над Словенима на ширем простору Македоније. Када је Тома Словен отпочео своју побуну против Ромејског царства, Ромеји су замолили Бугаре да угуше побуну у Македонији; "реке крви" су потекле од бугарских убистава које су починили над словенским становништвом у областима Македоније, према речима Ђорђа Монаха.
У Егејској Македонији, у граду Филипи, пронађен је натпис бугарског хана Пресијана, који гласи: „Пресијан од Бога владетел на многу болгари, го испрати кавханот Исбул после давањето на војска нему и на боилот Коловур против Смолјаните." 
На другом средњевековном споменику, написаном на каменој плочи, стоји: "кнез Омуртаг ја поведе својата војска против грци и словени ...да го гази императорот.... додека тече реката Тича." 
Од сукоба са Ромејима треба истаћи поход ромејског цара Констанса Погоната 658. године, када је са огромном војском упао у Македонију и натерао племена Ринхина и Струмљана да плаћају данак.

## Краљ Пребонд
У другој књизи "Чуда Светог Димитрија", помиње се извесни Пребонд (Прѣбѫдъ), као краљ Ринхина (ὀ τῶν Ῥυγχίνων ρῆξ). Према "Чудима", 675. године Пребонд је привукао пажњу ромејског архонта града Солуна, будући да је наводно био непријатељски настројен према Царству и планирао напад на Солун. Чувши то, цар Константин IV наредио је да се Пребонд ухапси. Током цареве посете Солуну, Пребонд је на превару ухваћен, стављен у окове и послат у Цариград. Ринхини и Струмљани послали су своје поклисаре цару, тражећи да пусте њиховог господара, и Константин је обећао да ће њихове молбе услишити чим оконча рат са Арапима.
У међувремену, Пребонд се током свог ропства спријатељио са једним царским писаром, који га је наговарао да побегне. Будући да је течно говорио грчки, Пребонд се прерушио у Ромеја и једноставно изашао из Цариграда кроз капије Влахерне. Након овога, сакрио се у писареву кућу код града Визе у данашњој Турској. Разрајен, цар је послао своје људе у потеру за њим, и обавестио Солуњане да ће град вероватно убрзо бити нападнут. Потрага је завршена након 40 дана, када је писарева жена разоткривена када је носила храну у Пребондово склониште. Читава писарева породица је убијена, док је Пребонд одведен на испитивање. Након што је поново пробао да побегне, а његова жеља да све Словене подигне против Ромејског царства постала очигледна, и он је погубљен.
Сазнавши да им је владар убијен, Словени су кренули на Солун и поново га опсели, 677. године.

## Пропаст
До средине 8. века, као резултат унутрашњих немира у Византијском царству, царева контрола над Словенима у Македонији је ослабљена. Словени су престали да плаћају данак, и почели су да, у пиратским упадима, пљачкају обале Егејског мора. Због тога је византијски цар Константин V Копроним 759. године повео кампању против Словена, у којој је ефективно уништио неке од њихових архонтија, разделивши их на више малих склавинија, вазалних Византијском царству. Посебно су, током ове инвазије, испаштали Ринхини, који су се склонили на полуострво Халкидики, заједно са Сагудатима и Власима. У манастиру Констамонит налази се рукопис који сведочи о њиховом доласку "из Бугарске" на Свету Гору. Исти рукопис говори о њиховом покрштавању за време иконоборачких царева у Византијском царству.
Од тада су склавиније биле приморане да плаћају данак византијском цару, али су задржале унутрашњу самоуправу, аристократију и кнезове. У 9. веку повећи део Македоније потпао је под бугарску власт. И под бугарском влашћу склавиније су одржале своју унутрашњу самоуправу, док су Бугарима само плаћале данак.. Ову ситуацију лепо објашњава средњовековни македонски аутор Јоан (Иван) Камениатес, који каже да један део склавинија плаћа данак граду Солуну (Византијско царство), а део њих Скитима (Бугарима), али имају кнезове који самостално одлучују о унутрашњим пословима у кнежевинама и давању војне помоћи Византијском царству или Бугарској . Вазални однос словенских склавинија у Македонији према Бугарима и Византијцима може се упоредити са вазалним односом Дубровачке републике и Османског царства. Дубровчани су Турцима плаћали данак у новцу, а заузврат добијали унутрашњу аутономију.

## Важнији радови
- Moravcsik, Gyula, ур. (1967) [1949]. Constantine Porphyrogenitus: De Administrando Imperio (2. изд.). Washington: Dumbarton Oaks Center for Byzantine Studies.
- Острогорски, Георгије (1969). Историја Византије. Београд: Просвета.
- Острогорски, Георгије (1970). Византија и Словени. Београд: Просвета.
- Острогорски, Георгије, ур. (1955). Византијски извори за историју народа Југославије. 1. Београд: Византолошки институт.
- Острогорски, Георгије; Баришић, Фрањо, ур. (1966). Византијски извори за историју народа Југославије. 3. Београд: Византолошки институт.
- Острогорски, Георгије; Баришић, Фрањо, ур. (1971). Византијски извори за историју народа Југославије. 4. Београд: Византолошки институт.
- Ферјанчић, Божидар (1959). „Константин VII Порфирогенит”. Византијски извори за историју народа Југославије. 2. Београд: Византолошки институт. стр. 1—98.